# Косжарський сільський округ
Косжа́рський сільський округ (каз. Қосжар ауылдық округі, рос. Косжарский сельский округ) — адміністративна одиниця у складі Аральського району Кизилординської області Казахстану. Адміністративний центр та єдиний населений пункт — село Косжар.
Населення — 580 осіб (2021; 470 у 2009, 345 у 1999, 309 у 1989).
Станом на 1989 рік існувала Раїмська сільська рада (села Єскіура, Кзил-Жар, Косжар, Раїм). Пізніше село Косжар утворило окремий Косжарський сільський округ.